# Малинські новини
Ма́линські нови́ни — громадсько-політична газета міста Малина і Малинського району Житомирської області.

## Історія
У 1923 році Малин стає районним та окружним центром Київської губернії УРСР. Чи не єдиним офіційним інформативним засобом у ті часи була окружна газета «Серп и молот», яка виходила тоді у Радомишльській друкарні. Газета була органом Радомишльського повітового комітету КП(б)У, повітового виконавчого комітету та повітового профбюро. Вона видавалась російською мовою і виходила двічі на тиждень — у середу та суботу. Її тираж — 700 примірників. У період виходу газети у Радомишлі її редактором був К. Зайдель. У цьому плані доречно зауважити, що редактор газети очолював як колектив журналістів, так і колектив поліграфістів. Друкарня працювала при газеті і розподілу між цими двома підрозділами не було, а оскільки Радомишль втратив роль адміністративного центру, то й редакція газети разом із друкарнею перебралися до Малина.
У той час газети висвітлювали події, що відбувалися у місті й районі, або мали до них якесь відношення. Це були, публікації про політичні події. Наприклад, у часи сталінських репресій сторінки газет, зокрема і малинської газети «Комсомолець папірфабрики» (поширювалась у межах Малинської паперової фабрики), щоденно рясніли повідомленнями про викриття різноманітних «ворожих груп», «підривних організацій». З 20 січня по 20 лютого 1923 року в Малині пройшов місячник боротьби з безпритульністю. До агітаційних заходів включались: проведення загальних зборів, де обговорювались питання дитячої безпритульності; здійснення агітації засобом виготовлення гасел, листівок, публікацій у газеті «Серп і молот»; розгляд питань безпритульності на черговому засіданні партійного комітету та у первинних партійних осередках. Чи можна вважати "Малинські новини"  спадкоємцями газети "Серп і молот" — питання спірне.
Літопис власне "Малинських новин" починається 1931 року, коли у Малині почала виходити газета "За більшовицькі темпи" під редагуванням М. Недзведського, тиражем 2,5-3 тисячі примірників. У квітні 1938 року газета отримала назву "Більшовицький прапор" і редактором її став Л.М. Гробер. Тираж газети виріс до чотирьох тисяч примірників. ("Малинські новини" №71-72 за 29 серпня 1998 року). Газета відновила вихід у грудні 1943 року. Редакторами газети працювали Є.Є. Данильченко, Г.В. Тивоненко, В.П. Присяжнюк, А.А.Грищенко, В.Г. Горлов, а з грудня 1944 року, постійно, -- Г. Н. Лютенко. Після об'єднання Радомишльського і Малинського районів почала виходити газета під назвою "Соціалістична перемога", з травня 1962 року -- "Під прапором Жовтня", з 1 січня 1967 року -- "Прапор Жовтня" -- орган Малинського райкому партії і райвиконкому. У цей період редакторами газети працювали Ф.Федченко, П. Христенко, Л. Яроцький, найдовше -- понад 15 років, -- Євген Павлович Білорус, фронтовик, відзначений бойовими нагородами, а також нагородами за сумлінну працю у мирний час. З вересня 1978 по червень 1984 року редактором "Прапора" Жовтня" працював І.І.Вознюк. З червня 1984 по травень 1990 року редактор "Прапора Жовтня" -- М. Ф. Неманихіна, з травня 1990 по березень 2015 року редактором газети (з травня 1992 року -- "МАЛИНСЬКІ НОВИНИ") знову працював заслужений журналіст України І.І Вознюк (загалом майже 32 роки!). У час його редакторства видання намагалися знищити прокучминівські і проянуковицькі ставленики, які і зараз намагаються перебрехати історію "Малинських новин" на свій штиб, але зламати колектив "МН" не вдалося, і він продовжує успішно працювати й сьогодні. Тираж газети у вісімдесяті-дев'яності роки минулого століття сягав 15 000 примірників. 2015 року на короткий час редакцію очолив М. Кузьменко, з 2016 року редактор "Малинських новин" -- Світлана Кулаківська. За редакторства Є. П. Білоруса, М.Ф. Неманихіної, І.І.Вознюка газета неодноразово виходила переможцем республіканських і обласних конкурсів, була однією з кращих районних газет України. "Малинські новини" -- лауреат Всесоюзної премії імені Марії Ульянової за найкращу організацію роботи з читачами, одне з небагатьох українських місцевих видань, яке виходить без дотацій із державного бюджету.